# Psalm 100
Psalm 100 – jeden z utworów zgromadzonych w biblijnej Księdze Psalmów. W systemie numeracji stosowanym w greckiej Septuagincie i łacińskiej Wulgacie psalm ten jest psalmem 99.
Psalm 100 identyfikuje się również często przez łaciński incipit Iubilate Deo, omnis terra.

## Tekst psalmu i jego interpretacja
Psalm ten zaliczany jest do grupy hymnów, stanowi niejako doksologię kończącą całą serię psalmów opiewających powszechne królestwo Boga Jahwe. Odautorski hebrajski incipit klasyfikuje ten krótki, liczący pięć wersetów utwór jako psalm dziękczynny (hebr. ‏מִזְמוֹר לְתוֹדָה‎). Wykonywano go zapewne chóralnie w czasie liturgii w świątyni jerozolimskiej.
W Psalmie 100 czterokrotnie wymienione zostaje imię Jahwe (hebr. ‏יהוה‎; w. 1, 2, 3 i 5).
Redaktorzy polskich wydań Biblii opatrzyli Psalm 100 następującymi nagłówkami sugerującymi jego interpretację: hymn podczas procesji do świątyni (Biblia poznańska), służcie Panu z weselem! (Biblia Tysiąclecia), wezwanie do uwielbienia (Biblia jerozolimska).
Psalm stanowi sekwencję wezwań do wielbienia ustami i gestami. Psalmista zachęca wiernych, by wykrzykiwali, służyli, stawali, uświadamiali sobie, wstępowali, chwalili i błogosławili. Okolicznością jest odczuwanie radości z faktu znajdowania się pod opieką Stworzyciela. Świadomość bycia członkiem społeczności należącej do Jahwe pobudza do dziękczynienia. Przymioty Boga wymienione zostają w ostatnim wersecie, Bóg jest: dobry, łaskawy i wierny przymierzu. Na kontekst kultyczny hymnu wskazuje okoliczność, tzn. czynność wstępowania przez bramy świątynne, oraz umiejscowienie tuż przed przedsionkiem przybytku.
W wersecie trzecim podmiot liryczny wyznaje wiarę – „Jahwe jest Bogiem!” (hebr. ‏יְהוָה הוּא אֱלֹהִים‎). W konsekwencji uznaje się Jahwe za Stwórcę, rękojmię przymierza, Pana i protektora. Tak jak w Ps 23, Jahwe staje się pasterzem swego ludu. Na całym starożytnym Wschodzie król uznawany był za pasterza własnego narodu.
Wezwanie „Dobry jest Jahwe, na wieki jego łaskawość!” z finalnego wersetu, znane z Księgi Jeremiasza 33,11, jako wezwanie kultowe szereg razy wraca w psalmach w formie umieszczanej na początku antyfony. Obecne jest też w różnych księgach Starego Testamentu.

## Użycie w liturgii chrześcijańskiej
W rzymskiej liturgii godzin zreformowanej po soborze watykańskim II Psalm 100 odmawiany jest jako jeden z psalmów Wezwania, jako trzeci psalm Jutrzni piątku pierwszego oraz trzeciego tygodnia.